# Dagestan
Dagestan (ruski: Дагеста́н) je republika u Ruskoj Federaciji smještana na istočnom dijelu Sjevernog Kavkaza.

## Vanjske poveznice
|  | Zajednički poslužitelj ima još gradiva o temi Dagestan |